# Optyka biomedyczna
Optyka biomedyczna, biooptyka – dziedzina medycyny z zakresu inżynierii biomedycznej zajmująca się wykorzystaniem światła w badaniach obiektów biologicznych, w diagnostyce medycznej i terapii. 
Zastosowania optyki w terapii to wykorzystanie światła do cięcia, topienia, spawania tkanek, do koagulacji, rozdrobnienia, karbonizacji i waporyzacji. Chirurgiczne zabiegi laserowe stosowane są w chirurgii tkanek miękkich, w dermatologii estetycznej, w stomatologii i w innych działach medycyny.
Metody optyczne w diagnostyce medycznej wykorzystuje się w diagnostyce obrazowej (mikroskopii, mikroskopii fluorescencyjnej, transiluminacji) oraz w diagnostyce spektroskopowej tkanek i biomateriałów.

## Ośrodki biooptyczne w Polsce
W Polsce prowadzone są badania naukowe w zakresie optyki biomedycznej przez grupy badawcze na Wydziale Podstawowych Problemów Techniki Politechniki Wrocławskiej:
- Grupa Bio-Optyki w Katedrze Inżynierii Biomedycznej (kierownik: Halina Podbielska)
- Grupa Optyki Fizjologicznej w Instytucie Fizyki (kierownik: Henryk Kasprzak).